# وودبورن (پنسیلوانیا)
وودبورن (به انگلیسی: Woodbourne) یک منطقهٔ مسکونی در ایالات متحده آمریکا است که در پنسیلوانیا واقع شده‌است. وودبورن ۳٬۸۵۱ نفر جمعیت دارد.